# Jommeke (stripfiguur)

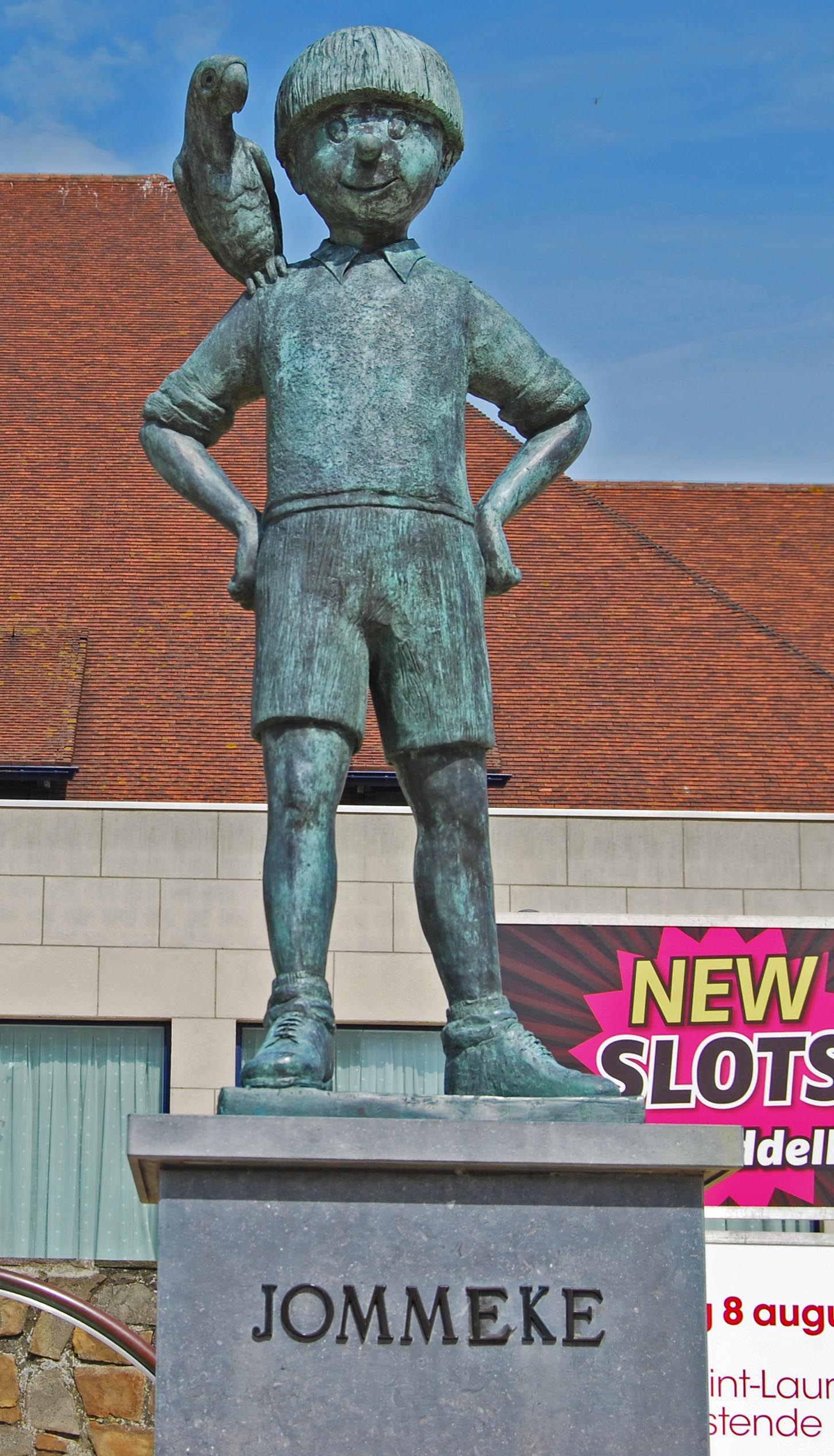
'Jommeke en Flip'-standbeeld op de Zeedijk in Middelkerke

Jommeke is een personage, bedacht door striptekenaar Jef Nys, als hoofdrolspeler uit de gelijknamige Vlaamse stripreeks. Hij heeft een sprekende papegaai, Flip, als huisdier. Jommeke is jarig op 30 oktober en heeft schorpioen als sterrenbeeld.

## Omschrijving
Jommeke is een slim en avontuurlijk jongetje van 10 jaar en 4 maanden, zoals tekenaar Jef Nys zelf ooit definieerde. Hij is makkelijk herkenbaar aan zijn apart blond kapsel (het strooien dakje), ook wel genoemd een bloempot-, soepkom- of slakomkapsel.
In de allereerste aparte Jommekesalbums had Jommeke echter ongeveer de leeftijd van een vijfjarig jongetje. Deze albums bevatten alleen maar losse grappen, en zijn later opgenomen in de huidige stripreeks.
 Overzicht van de albums:
- Dolle fratsen
- Gekke grappen
- De Jommekesclub
- Het plezante kliekske
- Guitenstreken

Hij draagt al sinds het eerste verhaal (De jacht op een voetbal) een korte, zwarte broek, een blauwe trui zonder mouwen met daaronder een wit hemd waarvan de mouwen opgerold zijn.
Intussen kunnen we, door zijn taalgebruik, kennis en omgang met technische apparatuur, veronderstellen dat hij wat opgroeide. Zo zegt Jommeke in album De grasmobiel dat hij elf jaar is. Hij beschikt vanaf album 214 ook over een gsm.
Hij woont met zijn ouders, vader Theofiel en moeder Marie, in de Hemelstraat in Zonnedorp. Het huisnummer is sinds album 78 bekend: nummer 12. Doch in het album De vergeten mijn is het huisnummer 7, en in het album De geest van Anakwaboe dan plots 10. Men houdt zich echter toch meestal wel aan het eerste huisnummer. Met Zonnedorp zou het geitendorp Wilrijk bij Antwerpen bedoeld zijn.
De meeste avonturen beleeft Jommeke tezamen met vriendje Filiberke en de tweelingmeisjes de Miekes: Annemieke en Rozemieke. Doorheen de reeks is er zelfs sprake geweest van een mogelijk huwelijk met Annemieke: zie albums De muzikale Bella en Filiberke gaat trouwen.
Jommeke wordt als braaf figuurtje gezien, maar wel af en toe toch ondeugend. Zo steelt hij eens brandstof uit een auto. Als vergoeding schrijft hij een briefje waarmee de eigenaar gratis een Jommekesalbum mag krijgen (zie album 21). Of hij maakt in album 26 een vrouwonvriendelijke opmerking na een auto-ongeluk met de woorden "Natuurlijk, een vrouw aan het stuur".
Zijn "strooien dakje" is in album 2, De zingende aap, uit overweldigende ontroering van moeder Marie eens volledig kaal geknipt. In album 200 wordt Jommekes kapsel in model geknipt door het plaatsen van een soepkom op zijn hoofd. In album 35, een verzameling losse grappen, loopt Jommeke eens rond met een Beatles-kapsel.
Zijn naam kreeg Jommeke van een volksfiguur van rond de tachtig jaar uit Wilrijk, het dorp waar Jef Nys woonde, en die graag een pint dronk en Jomme werd genoemd, wat op zijn beurt een verbastering is van de Franse voornaam Guillaume (Willem).

## Onderscheidingen
Doorheen de reeks ontvangt Jommeke tal van onderscheidingen en beloningen voor zijn weldaden. Heel wat landen en overheden kennen hem titels en medailles toe. Jommeke en zijn vrienden vinden doorheen de reeks heel wat schatten. Veel van die schatten geven ze terug aan de rechtmatige eigenaars. Soms is dit zelfs een heel volk. Andere keren geven ze de schat aan de zwakken in de samenleving. In sommige verhalen mogen ze er een stukje van houden.

## Vertalingen
Enkele albums zijn ook verschenen in andere landen, en in deze vertalingen heeft Jommeke een aangepaste naam:
- Fins: esa ja vesa
- Duits en Zweeds: Peter
- Engels: Jeremy
- Frans: Gil (Jojo in Samedi Jeunesse tot 1968)